# Mourecotelles subandinus
Mourecotelles subandinus là một loài Hymenoptera trong họ Colletidae. Loài này được Toro & Cabezas mô tả khoa học năm 1978.